# 大麻駅

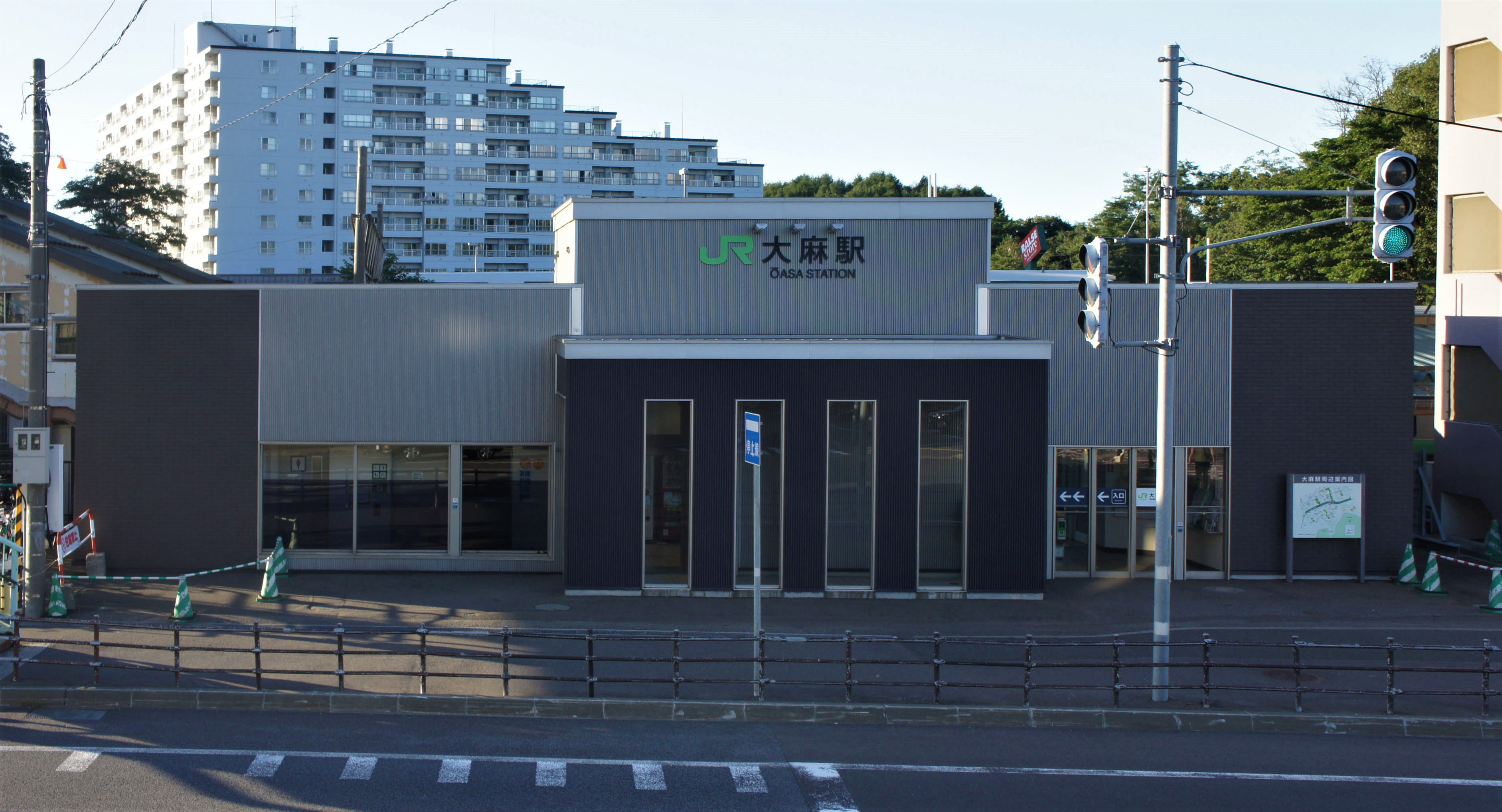
南口駅舎（2018年9月）

大麻駅（おおあさえき）は、北海道江別市大麻中町にある北海道旅客鉄道（JR北海道）函館本線の駅。駅番号はA06。電報略号はオア。事務管理コードは▲130142。

## 歴史

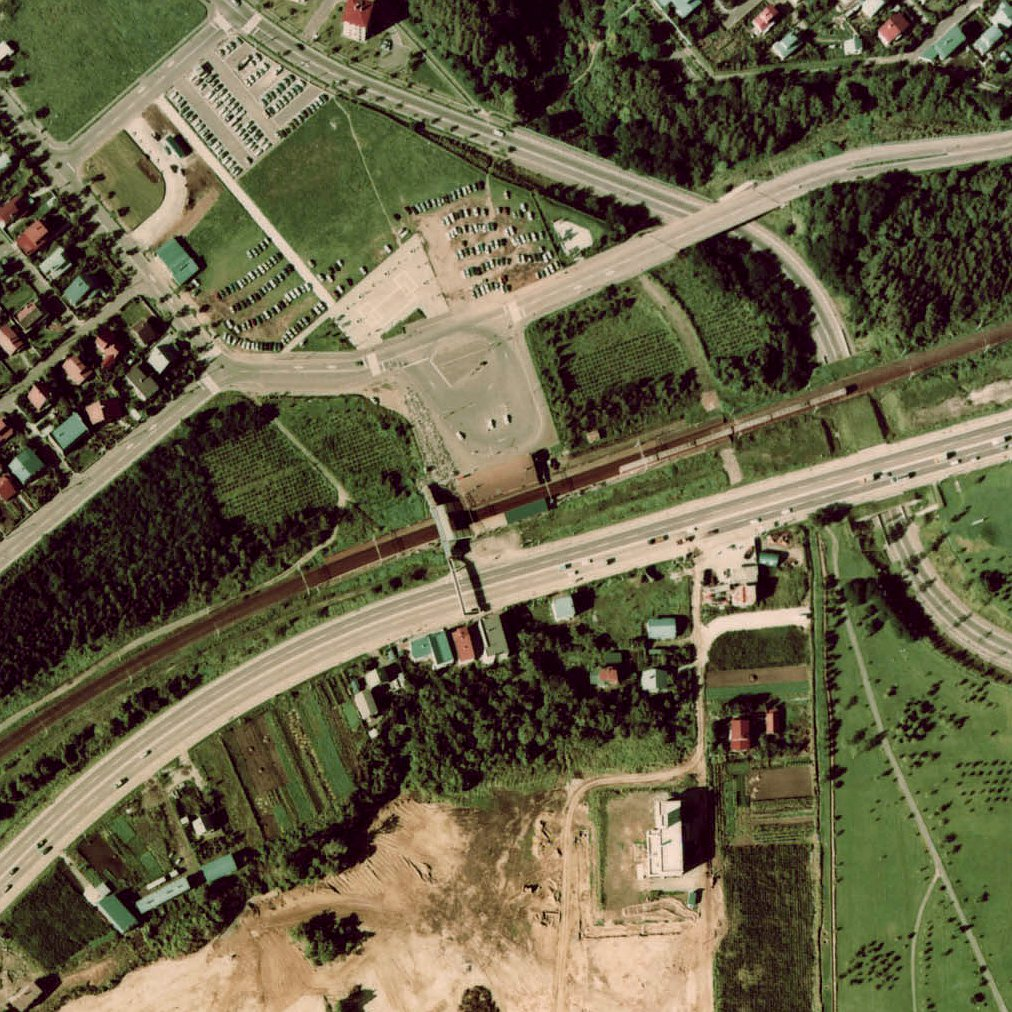
1976年の大麻駅と周囲500 m範囲。左が札幌方面。周囲は札幌及び江別通勤圏となる新興住宅街である。相対式ホーム2面2線。ホームを結ぶ連絡橋に隣接して駅裏からの跨線人道橋（自由連絡通路）が設置されている。東側の大麻地下道および大麻インターチェンジは1967年（昭和42年）に完成しており、鉄道林を横断する形の踏切跡もまだ残っている（2015年現在でも鉄道林の途切れた箇所が残っている）。

- 1962年（昭和37年）3月：大麻駅設置促進期成会が陳情書「大麻簡易駅設置について」を江別市議会に提出。大麻・元野幌・新野幌の住民1千人と酪農学園生1500人の利用や大麻周辺の大規模住宅地開発を見込んだ新駅設置を求める[4]。
- 1963年（昭和38年）3月：大麻への本駅設置方針を江別市議会で採択[4]。
- 1964年（昭和39年）3月：町村金五北海道知事が札幌鉄道管理局に陳情書「函館本線厚別-野幌駅間に新駅(旅客駅)設置について」を提出、以降道と江別市が新駅誘致運動を積極的に展開[4]。
- 1965年（昭和40年）9月：札幌鉄道管理局が「駅設置工事概算額4200万円で道が負担する」「駅前広場は道において造成する」「線路南側に対しては人道橋で連絡し裏口駅設置等の要請は行わない」との建設条件を示し、道が受け入れる[4]。
- 1966年（昭和41年）
  - 4月 - 札幌鉄道管理局が新駅構想の骨子を決定。厚別駅から4.3km・野幌駅から3.4kmの位置に鉄骨平屋建て駅舎とホーム上下2面180mを建設し1966年12月完成予定とした[4]。
  - 7月 - 駅施設着工[4]。
  - 12月15日：日本国有鉄道の駅として厚別—野幌間に新設[4]。旅客のみ取扱い。
- 1968年（昭和43年）8月28日：函館本線小樽—滝川間電化[5]。
- 1987年（昭和62年）
  - 2月5日：南口開業[5][6]。レストラン「パル・アーク」（後の「自由人舎 時館」）併設[6]（『鉄道建築協会賞』（推薦）受賞[7]）。
  - 4月1日：国鉄分割民営化により、北海道旅客鉄道（JR北海道）の駅となる。
  - 時期不詳：大麻駅北口改装。自動販売機移設および正面玄関整備、喫茶「れんが」閉店し跡地にトイレを移設。
- 1989年（平成元年）7月26日：ベーカリー「リトルマーメイド」開店[8]。
- 1998年（平成10年）
  - 12月5日：北口に自動改札機を設置し、供用開始[9]。
  - 12月19日：南口に自動改札機を設置し、供用開始[9]。
- 1999年（平成11年）
  - 3月15日：コンビニとパン屋が一体となった店舗が開業[10]。
  - 時期不詳 - 大麻駅北口改装。「リトルマーメイド」跡地にサンクス開店。
- 2001年（平成13年）12月：バリアフリー化工事完成[5]。
- 2003年（平成15年）4月1日：北海道ジェイ・アール・サービスネットによる業務委託駅となる[11]。
- 2005年（平成17年）11月21日：駅ナカBANK（北洋銀行ATM）設置[12]。
- 2007年（平成19年）4月15日：北海道キヨスクによる新業態1号店「コンビニキヨスク大麻店」開店[13]。
- 2008年（平成20年）10月25日：ICカードKitaca使用開始。
- 2009年（平成21年）10月：大麻駅南口改修工事完成（待合スペースの拡張、外装のリニューアル工事など）[報道 1]。
- 2010年（平成22年）
  - 3月：「自由人舎 時館」跡地に、複合型賃貸マンション（グランセリオ大麻）完成[報道 1]。
  - 11月1日：コンビニキヨスク大麻店（札幌弘栄堂書店）をセブン-イレブン北海道ST大麻店に業務転換[報道 2]。
- 2016年（平成28年）8月：セブン-イレブン北海道ST大麻店閉店。
- 2017年（平成29年）3月18日：6月30日までの間、駅舎の耐震化工事を実施[14]。
- 2022年（令和4年）度：話せる券売機を設置[報道 3]。

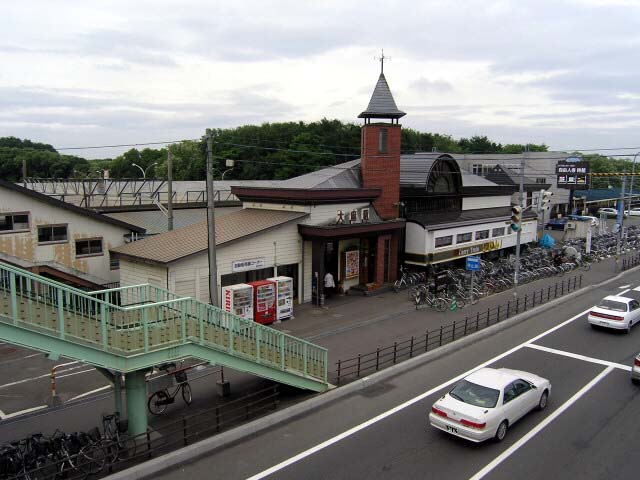
南口旧駅舎（2004年6月）

## 駅構造
北海道ジェイ・アール・サービスネットによる業務委託駅。2面2線の相対式ホームがあり、ホーム間は跨線橋（野幌方面にはエスカレーター設置）によって接続している。みどりの窓口、自動券売機、話せる券売機、自動改札機設置。駅南北間を結ぶ自由連絡通路を併設している。

### のりば
| 番線 | 路線      | 方向 | 行先             |
| ---- | --------- | ---- | ---------------- |
| 1    | ■函館本線 | 上り | 札幌・小樽方面   |
| 2    | ■函館本線 | 下り | 江別・岩見沢方面 |

（出典：JR北海道：駅の情報検索）

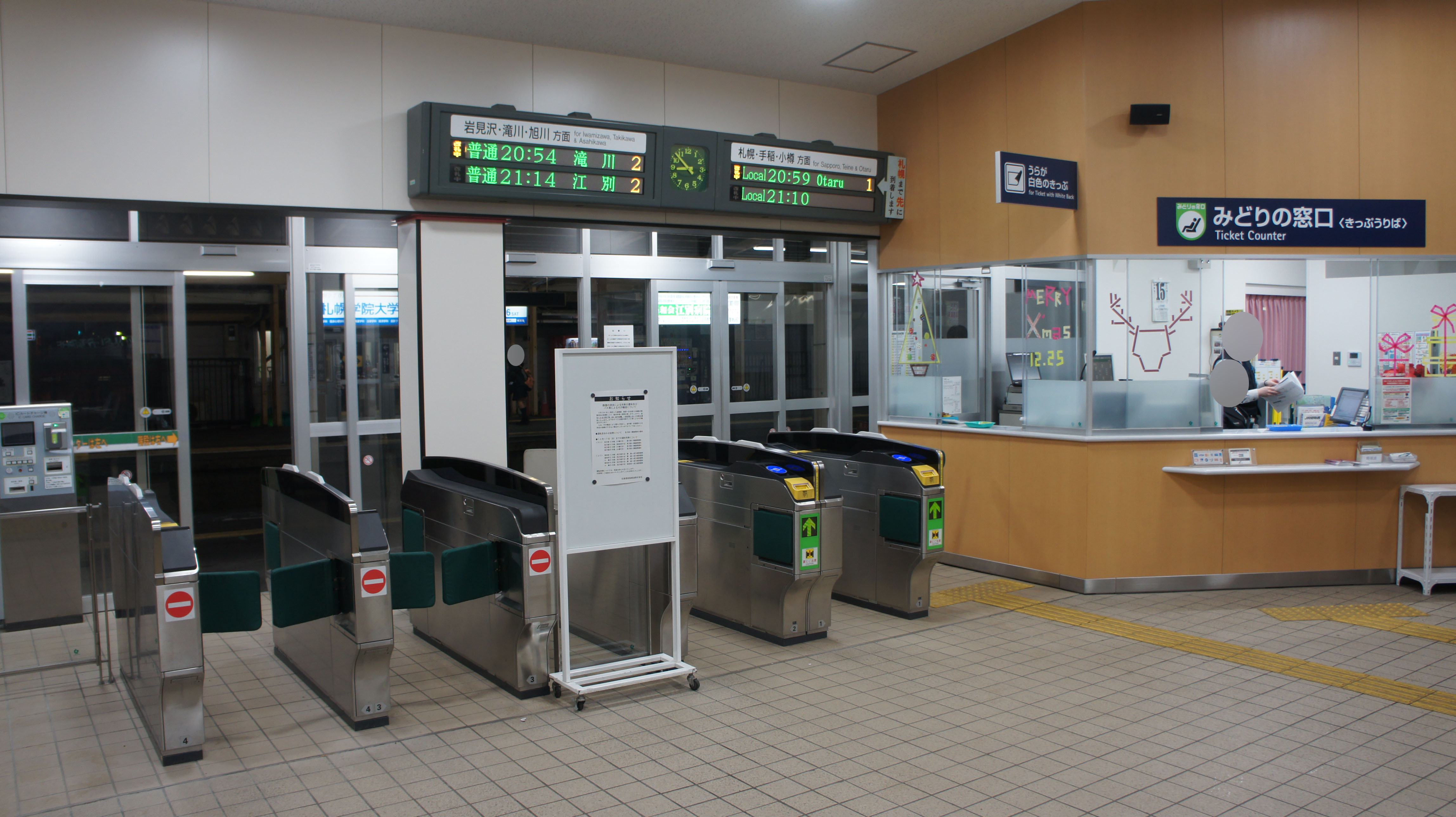
北改札口（2017年12月）
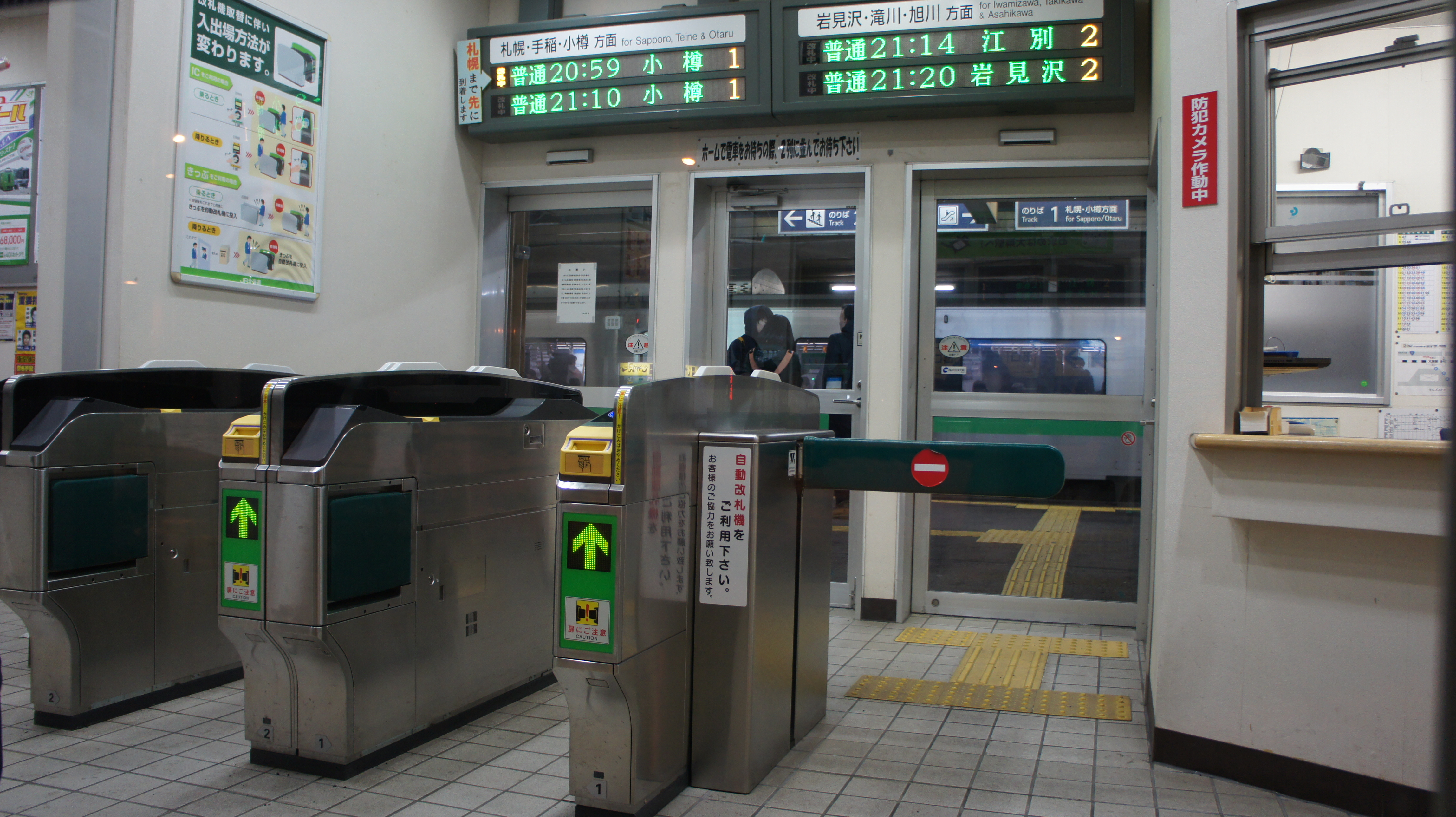
南改札口（2017年12月）
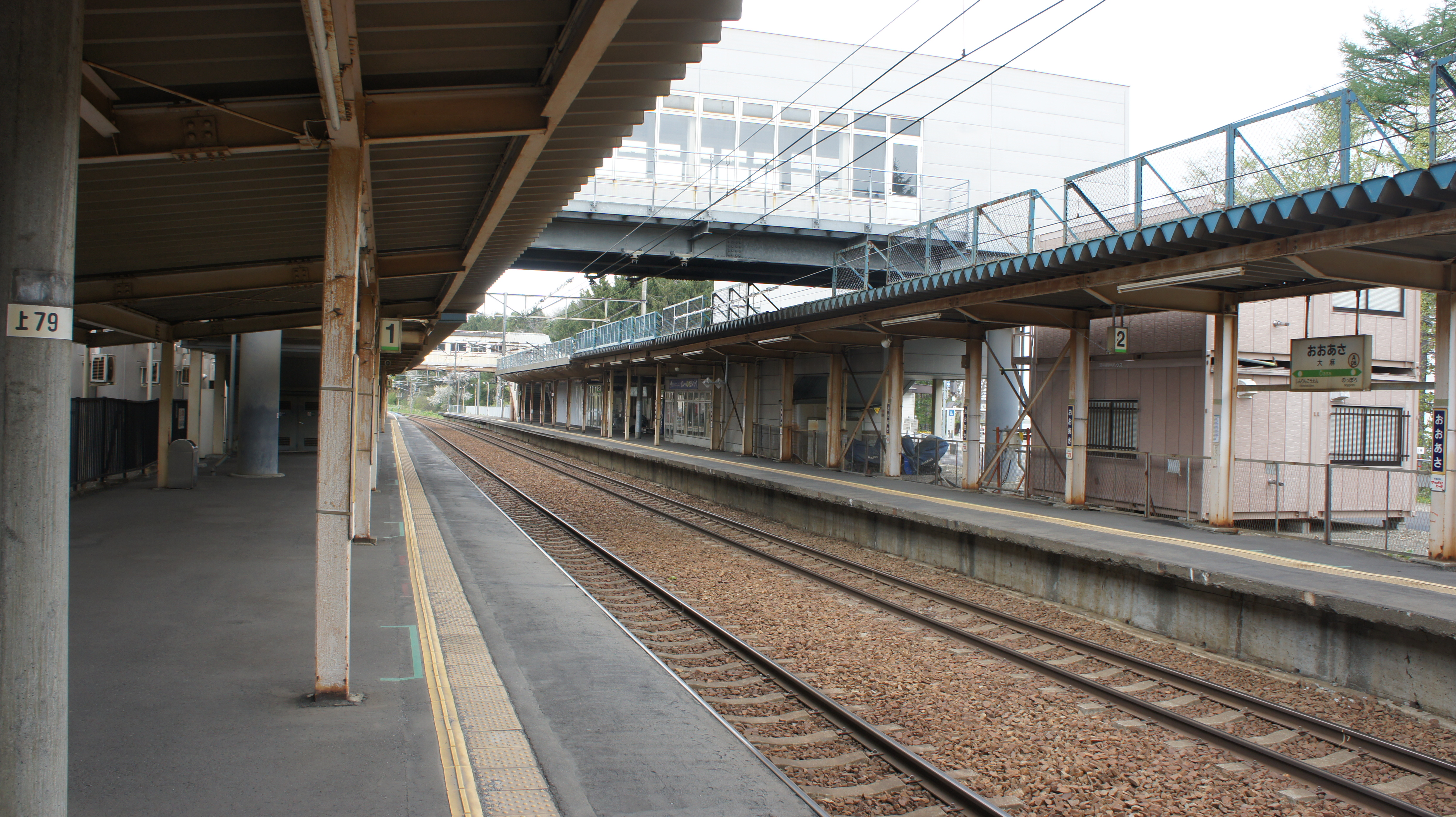
ホーム（2017年5月）
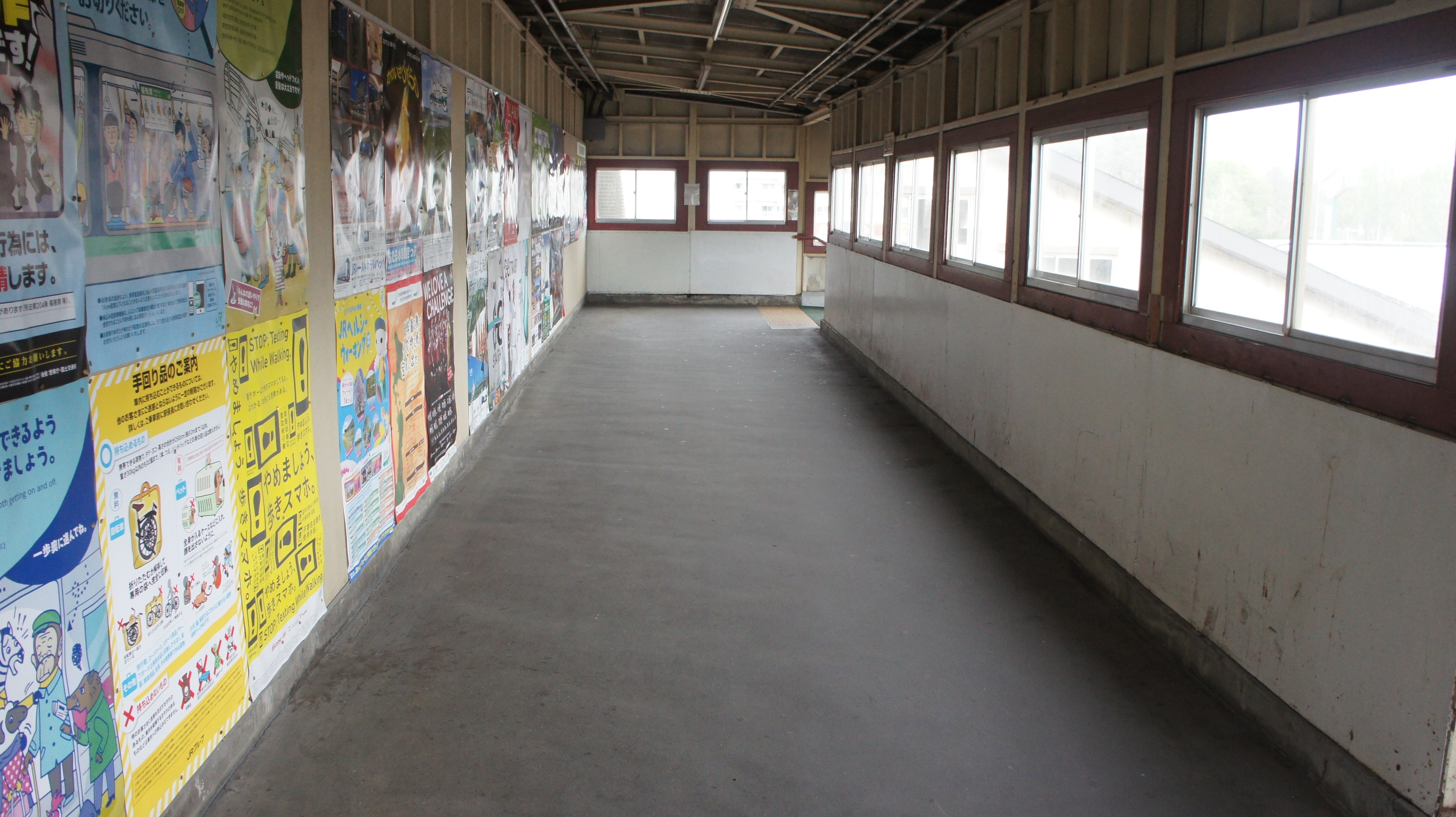
跨線橋（2017年5月）

## 利用状況
「江別市統計書」によると、年度別乗車人員は以下の通り。
| 年度               | 乗車人員（千人） | 乗車人員（千人） | 乗車人員 一日平均 | 出典            |
| 年度               | 定期外           | 定期             | 乗車人員 一日平均 | 出典            |
| ------------------ | ---------------- | ---------------- | ----------------- | --------------- |
| 2002年（平成14年） | 1,026            | 1,828            | 7,819             | [ * 2 ]         |
| 2003年（平成15年） | 1,051            | 1,921            | 8,120             | [ * 2 ]         |
| 2004年（平成16年） | 1,065            | 1,879            | 8,066             | [ * 2 ]         |
| 2005年（平成17年） | 1,065            | 1,968            | 8,310             | [ * 2 ]         |
| 2006年（平成18年） | 1,056            | 1,957            | 8,255             | [ * 2 ] [ * 3 ] |
| 2007年（平成19年） | 1,036            | 1,946            | 8,148             | [ * 3 ]         |
| 2008年（平成20年） | 978              | 1,898            | 7,879             | [ * 3 ]         |
| 2009年（平成21年） | 925              | 1,871            | 7,660             | [ * 3 ]         |
| 2010年（平成22年） | 896              | 1,874            | 7,589             | [ * 3 ]         |
| 2011年（平成23年） | 912              | 1,882            | 7,634             | [ * 4 ]         |
| 2012年（平成24年） | 891              | 1,889            | 7,616             | [ * 4 ]         |
| 2013年（平成25年） | 896              | 1,862            | 7,556             | [ * 4 ]         |
| 2014年（平成26年） | 873              | 1,824            | 7,389             | [ * 4 ]         |
| 2015年（平成27年） | 884              | 1,749            | 7,194             | [ * 4 ]         |
| 2016年（平成28年） | 879              | 1,761            | 7,233             | [ * 5 ]         |
| 2017年（平成29年） | 868              | 1,729            | 7,115             | [ * 5 ]         |
| 2018年（平成30年） | 2,592            | 2,592            | 7,101             | [ * 6 ]         |
| 2019年（令和元年） | 2,602            | 2,602            | 7,109             | [ * 7 ]         |
| 2020年（令和02年） | 1,671            | 1,671            | 4,578             | [ * 1 ]         |
| 2021年（令和03年） | 1,694            | 1,694            | 4,641             | [ * 1 ]         |
| 2022年（令和04年） | 1,965            | 1,965            | 5,384             | [ * 1 ]         |

## 駅周辺
北口は「新住宅市街地開発事業」によって開発した「大麻団地」がある住宅地であり、駅前に公共施設や商業施設が集積している。南口は駅前を国道12号が通っているほか、北海道ジェイ・アール都市開発によるマンション「グランセリオ大麻」が隣接している。また、南口周辺は文教地区になっており、北翔大学・北翔大学短期大学部、札幌学院大学、酪農学園大学、酪農学園大学附属とわの森三愛高等学校、北海道立埋蔵文化財センター、北海道立総合研究機構産業技術研究本部食品加工研究センター、北海道立教育研究所、北海道立図書館などへの最寄口になっている。
- ラルズストア大麻駅前店
- 北洋銀行 野幌中央支店 大麻出張所
- 道央農業協同組合（JA道央）大麻支店
- 江別市民文化ホール（えぽあホール）・江別市大麻公民館
- 北海道銀行 大麻支店
- 江別市役所大麻出張所
- 江別市大麻体育館
- 江別警察署大麻交番
- 江別大麻郵便局
- 北海道立文書館

## バス停留所
- 北口
  - ジェイ・アール北海道バス
  - 北海道中央バス
- 南口
  - ジェイ・アール北海道バス
  - 夕鉄バス

## 隣の駅
北海道旅客鉄道（JR北海道）
■函館本線
森林公園駅 (A05) - 大麻駅 (A06) - 野幌駅 (A07)

### 報道発表資料
1. 1 2  『大麻駅南口の整備について』（PDF）（プレスリリース）北海道旅客鉄道・北海道ジェイ・アール都市開発、2009年6月3日。2017年5月14日閲覧。
2. ↑  『北海道キヨスクとセブン-イレブン・ジャパン セブン-イレブンの展開で業務提携 〜11/1（月）札幌エリア主要駅の6店舗をセブン-イレブンに転換〜』（PDF）（プレスリリース）北海道キヨスク／セブン-イレブン・ジャパン、2010年10月26日。2017年5月15日閲覧。
3. ↑  『JR北海道グループ 2021年度決算』（PDF）（プレスリリース）北海道旅客鉄道、2022年4月28日、12頁。オリジナルの2022年4月28日時点におけるアーカイブ。2022年4月30日閲覧。